# Институт истории науки ПАН
Институт истории науки ПАН (пол. Instytut Historii Nauki im. Ludwika I Aleksandra Birkenmajerów PAN) — научно-исследовательский институт Польской Академии Наук.

## История
Институт истории науки Польской академии наук был создан в 1954 году. Институт находится в центре Варшавы во дворце Сташица напротив монумента Копернику. В середине 1970-х он был переименован в Институт истории науки, образования и технологии, но с 1994 г. его наименование было сокращено до нынешнего Институт истории науки. В 2011 г. институту было присвоено имя Людвика и Александра Биркермаеров.
Институт состоит из двух отделений — отделения истории общественных наук и истории образования (сектора: истории социальных наук, истории образования, история научных организаций) и отделения истории точных, естественных наук и технологий (сектора: истории точных наук и технологии, истории медицины, истории химии и фармацевтики, истории математики.